# The Women's Tour 2014
The Women's Tour 2014 is de eerste editie van de The Women's Tour, een rittenkoers georganiseerd in Groot-Brittannië met een UCI klassering van 2.1. Het is de enige Britse koers op de vrouwenkalender (afgezien van de nationale kampioenschappen).

## Klassementenverloop
De gele trui wordt uitgereikt aan de rijdster met de laagste totaaltijd.
 De groene trui wordt uitgereikt aan de rijdster met de meeste punten van de etappefinishes en tussensprints.
 De "Queen of the Mountains" (Koningin van de Bergen) trui wordt uitgereikt aan de rijdster met de meeste behaalde punten uit bergtop passages.
 De jongerentrui wordt uitgereikt aan de beste rijdster van onder de 23 in het algemeen klassement.
 De trui voor beste Britse wordt uitgereikt aan de eerste Britse rijdster in het algemeen klassement.
| Etappe      | Winnaar        | Algemeen klassement · | Puntenklassement · | Bergklassement · | Jongerenklassement · | Beste Britse klassement · | Ploegenklassement              |
| ----------- | -------------- | --------------------- | ------------------ | ---------------- | -------------------- | ------------------------- | ------------------------------ |
| 1           | Emma Johansson | Emma Johansson        | Emma Johansson     | Sharon Laws      | Hannah Barnes        | Hannah Barnes             | Specialized-lululemon          |
| 2           | Rossella Ratto | Rossella Ratto        | Marianne Vos       | Sharon Laws      | Rossella Ratto       | Lizzie Armitstead         | Astana BePink                  |
| 3           | Marianne Vos   | Marianne Vos          | Marianne Vos       | Sharon Laws      | Rossella Ratto       | Lizzie Armitstead         | Orica-AIS                      |
| 4           | Marianne Vos   | Marianne Vos          | Marianne Vos       | Sharon Laws      | Rossella Ratto       | Lizzie Armitstead         | Optum-Kelly Benefit Strategies |
| 5           | Marianne Vos   | Marianne Vos          | Marianne Vos       | Sharon Laws      | Rossella Ratto       | Lucy Garner               | Optum-Kelly Benefit Strategies |
| Eindstanden | Eindstanden    | Marianne Vos          | Marianne Vos       | Sharon Laws      | Rossella Ratto       | Lucy Garner               | Optum-Kelly Benefit Strategies |

2014 ·
2015 ·
2016 ·
2017 ·
2018 ·
2019 ·
2020 ·
2021 ·
2022 ·
2023 ·
2024